# Bernard Borys Schildhaus
Bernard Borys Schildhaus, od 1945 Bolesław Krzywiński (ur. 24 października 1913 w Przemyślu, zm. 19 czerwca 2005) – podpułkownik UB.

## Życiorys
Syn Maksymiliana (właśc. Mojżesza Bagena) i Rozalii (właśc. Ryfki). Ukończył siedem klas szkoły powszechnej; kurs krawiecki we Lwowie (1928–1930); Wydział Robotniczy (Raboczyj Fakultiet; w skrócie Rabfak) przy NKWD we Lwowie (1940–1941). Od 1928 do 1934 członek Związku Młodzieży Komunistycznej (ZMK)/Komunistycznego Związku Młodzieży Polskiej (KZMP), następnie KPZU (do jej rozwiązania w 1938), od 1945 PPR, a następnie PZPR oraz ZBoWiDu. Od 1943 kapral LWP.
W 1937 został skazany na 7 lat więzienia za działalność komunistyczną. Od 5 października 1939 do 30 września 1941 był funkcjonariuszem NKWD USRR obwodu lwowskiego, następnie służył w Armii Czerwonej i batalionach robotniczych. Partyzant sowiecki, potem pracownik leśny w Czelabińsku. Od 20 kwietnia do 28 lipca 1944 uczestnik kursu NKWD w Kujbyszewie, 16 sierpnia 1944 przekazany do dyspozycji szefa WUBP w Rzeszowie, od 11 października 1944 kierownik Sekcji 1 WUBP w Rzeszowie oraz szef PUBP w Jarosławiu od 23 maja do 23 września, od 28 września 1945 szef PUBP w Przemyślu, od 4 czerwca 1946 naczelnik Wydziału V WUBP w Olsztynie, od 2 listopada 1946 zastępca szefa WUBP w Olsztynie, od 25 maja 1949 inspektor, a od 1 marca 1950 do 30 czerwca 1951 zastępca szefa WUBP w Łodzi, od 15 listopada 1954 szef WUBP w Lublinie (następnie WUdsBP w Lublinie), od 1 października 1955 szef WUdsBP w Białymstoku, 15 stycznia 1957 przekazany do dyspozycji dyrektora Departamentu Kadr i Szkolenia MSW, zwolniony ze służby 28 lutego 1957.
Uchwałą Prezydium KRN z 17 września 1946 odznaczony Srebrnym Krzyżem Zasługi.